# Бабурино (Московская область)
Бабурино — деревня в городском округе Коломна Московской области России. Население — 224 чел. (2021).

## Население
| 1852 | 1859 | 1890 | 1926 | 2002 | 2006 | 2010 |
| ---- | ---- | ---- | ---- | ---- | ---- | ---- |
| 16   | ↗84  | ↘49  | ↗95  | ↗231 | ↘225 | ↗231 |
| 2021 |      |      |      |      |      |      |
| ↘224 |      |      |      |      |      |      |

## География
Расположена в центральной части района, примерно в 2,5 км к северу от центра города Озёры. В деревне 7 улиц и 3 переулка. Связана автобусным сообщением с Озёрами и Коломной. Ближайшие сельские населённые пункты — посёлок центральной усадьбы совхоза «Озёры», село Горы и деревня Марково.

## История
В «Списке населённых мест» 1862 года Бабурино — владельческое сельцо 2-го стана Коломенского уезда Московской губернии между левым берегом реки Оки и Каширским трактом, в 28 верстах от уездного города, при колодце, с 13 дворами и 84 жителями (40 мужчин, 44 женщины).
По данным на 1890 год входила в состав Горской волости Коломенского уезда, число душ мужского пола составляло 49 человек.
По материалам Всесоюзной переписи населения 1926 года — деревня Марковского сельсовета Горской волости, проживало 95 жителей (49 мужчин, 46 женщин), насчитывалось 18 хозяйств.
С 1929 года — населённый пункт в составе Озёрского района Коломенского округа Московской области, с 1930-го, в связи с упразднением округа, — в составе Озёрского района Московской области.
В 1939 году из Марковского сельсовета деревня передана в Горский сельсовет.
1959—1969 — населённый пункт в составе Коломенского района.
С 1994 по 2006 год — деревня Горского сельского округа Озёрского района.
С 2015 до 2020 года входила в городской округ Озёры. С 2020 года в составе городского округа Коломна.